# Eclissi solare del 19 giugno 1917
L'eclissi solare del 19 giugno 1917 è stato un evento astronomico che ha avuto luogo il suddetto giorno attorno alle ore 13:16 UTC. Tale evento ha avuto luogo nel Nord America settentrionale e nell'Eurasia settentrionale. L'eclissi del 19 giugno 1917 divenne la seconda eclissi solare nel 1917 e la 39ª nel XX secolo. La precedente eclissi solare si è verificata il 23 gennaio 1917, la seguente il 19 luglio 1917.
Il giorno della luna nuova (novilunio), la differenza tra le distanze apparenti di luna e sole osservate sulla terra è estremamente piccola. In tale momento, se la luna si trova in prossimità del nodo lunare, cioè uno dei due punti in cui la sua orbita interseca l'eclittica, si verifica un'eclissi solare. Quando vi è assenza di ombra e la penombra raggiunge parte dell'estremità settentrionale o meridionale della terra, si verifica un'eclissi solare parziale, che si verifica quindi presso le regioni polari della Terra.

## Percorso e visibilità
Questa eclissi parziale si è manifestata negli Stati Uniti al confine nord ovest con il Canada, nel territorio di Alaska, ora stato americano dell'Alaska, nella Groenlandia centro-settentrionale, nell'Europa settentrionale, nei territori occidentali euro asiatici sino al confine occidentale della Cina. Nella maggior parte dei territori l'eclissi si è verificata il 19 giugno locale, mentre in Russia nord-orientale il 20 giugno.

## Eclissi correlate

### Eclissi solari 1916 - 1920
Questa eclissi è un membro di una serie semestrale. Un'eclissi in una serie semestrale di eclissi solari si ripete approssimativamente ogni 177 giorni e 4 ore (un semestre) in nodi alternati dell'orbita della Luna.